# Charles Wesley
Charles Wesley (18. prosince 1707 – 29. března 1788) byl anglický farář, spoluzakladatel metodistického hnutí, známý jako autor asi 6500 náboženských písní.
Wesley se narodil v Epworthu v Lincolnshire jako syn anglikánského duchovního a básníka Samuela Wesleye a jeho manželky Susanny. Byl mladším bratrem zakladatele metodismu Johna Wesleye a anglikánského duchovního Samuela Wesleyho mladšího a stal se otcem hudebníka Samuela Wesleyho a dědečkem hudebníka Samuela Sebastiana Wesleye.
Wesley navštěvoval univerzitu v Oxfordu, kde studovali také jeho bratři, a v roce tam 1729 se svými spolužáky založil „Svatý klub“. John Wesley se k této skupině připojil později, stejně jako George Whitefield. Charles následoval svého otce a bratra v církvení dráze a byl vysvěcen v roce 1735. Cestoval pak s Johnem do Georgie v Americe a vrátil se o rok později. V roce 1749 se oženil se Sarah Gwynneovou, dcerou velšského šlechtice, který byl Howellem Harrisem obrácen na metodismus. Sarah pak doprovázela bratry Wesleyovy na jejich evangelizačních cestách po Británii, dokud Charles v roce 1765 nepřestal cestovat.
Přes svou blízkost se Charles a John na náboženských otázkách někdy neshodli. Zejména byl Charles silně proti odchodu z anglikánské církve, ve které byli oba ordinováni.